# Идрис, Салим
Салим Идрис (араб. سلیم ادریس‎; род. 1957, аль-Мубаракия, Сирия) — бывший генерал сирийской армии при Б. Асаде. В июле 2012 года в ходе вооружённого конфликта в стране перешёл на сторону повстанцев и в течение полутора лет возглавлял «Свободную сирийскую армию» (ССА) — одну из группировок вооружённой оппозиции, рассматривающуюся как вооружённое крыло Национальной коалиции оппозиционных и революционных сил Сирии (НКСРОС). В декабре 2013 года покинул Сирию.

## Биография
Родился в 1957 году в бедной крестьянской семье в городке аль-Мубаракия, к югу от Хомса. В молодости поступил на службу в сирийскую армию. Обучался электротехнике в Дрездене (ГДР) с 1977 по 1990 годы. Получил степень магистра в 1984 году и докторскую степень в 1990 году. Более 20 лет преподавал в Военно-инженерной академии (Алеппо).

### Дезертирство
Дослужившись до звания бригадного генерала сирийской армии, в июле 2012 года дезертировал и перешёл на сторону «Свободной сирийской армии» (ССА). ССА состояла в основном из солдат и офицеров, дезертировавших из правительственных войск Сирии, и находилась под командованием бывшего полковника сирийских ВВС Рияда Асаада. После создания 15 декабря 2012 года Высшего военного совета повстанческих сил занял должность начальника штаба этого объединённого органа.
В мае 2013 года Идрис признал, что повстанческие отряды раздроблены и Высший военный совет не в состоянии контролировать их действия.

### Бегство из страны
В декабре 2013 года газета «Wall Street Journal» со ссылкой на источники в американской администрации сообщила, что Салим Идрис бежал из Сирии и 12 декабря через Турцию прибыл самолётом в столицу Катара — Доху. Идрис был вынужден покинуть страну после того, как военная база в районе Баб эль-Хауа на границе с Турцией была захвачена боевиками «Исламского фронта». На этой базе располагалась штаб-квартира ССА, а также были размещены склады с оружием и боеприпасами, поступившими из США.
Бегство лидера вооружённой оппозиции стало самым очевидным на тот период свидетельством того, что «Свободная сирийская армия» терпит поражение под натиском боевиков-исламистов.